# Mulheres no Laos

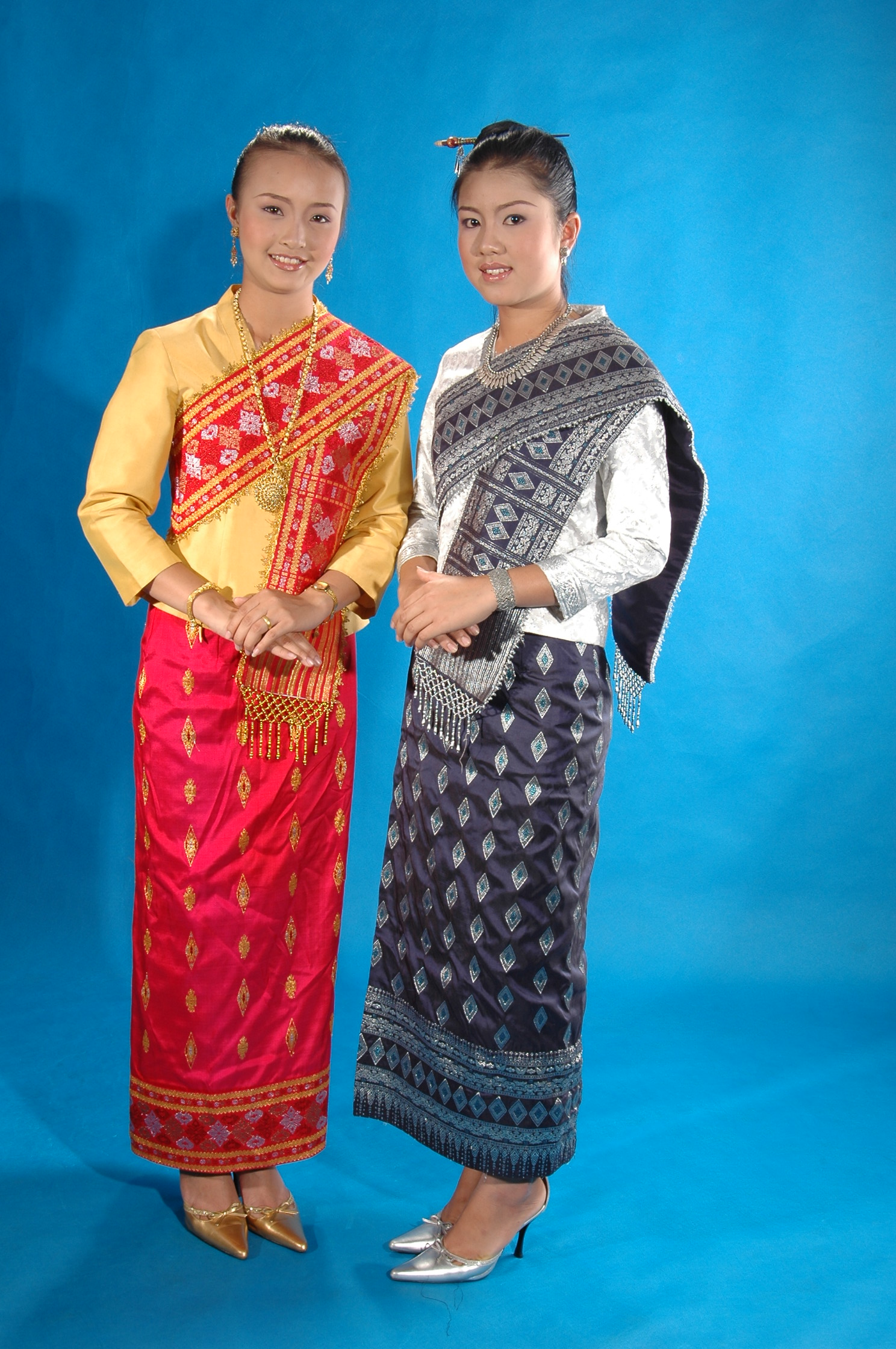
Mulheres laocianas em vestimenta tradicional.

As mulheres no Laos referem-se aos papéis assumidos pelas mulheres na sociedade do Laos, país do Sudeste asiático. Na esfera atual, elas têm sido participantes ativas na sociedade de sua nação, estando envolvidas na política, no mercado de trabalho e colaborando na transformação social e desenvolvimento laociano. Devido à modernização e desenraizamento rural, mulheres laocianas têm começado a adotar estilos de vida que vão em contraste com os papéis da sociedade tradicional do país.
O Índice de desigualdade de gênero, que mede a disparidade de gênero e foi introduzido pelo Programa das Nações Unidas para o Desenvolvimento (PNUD) através do Relatório de Desenvolvimento Humano (RDH) em 2010, classifica o Laos na 100ª posição entre os países com maior igualdade de gênero, com uma pontuação de 0,6993 pontos em 2013.

## Estatuto jurídico
Sob a Constituição do Laos, as mulheres são legalmente iguais aos homens. Elas têm o direito de votar e de herdar propriedades. Na prática, as funções e status da mulher na sociedade laociana muitas vezes dependem de filiação étnica. Em alguns casos, como no status das mulheres Lao Loum, a filha mais nova é muitas vezes incubida de realizar a tarefa de cuidar dos pais idosos em troca de benefícios de herança como terra e negócios.
Depois de receber sua herança, a filha não obtém o controle direto sobre a terra ou negócios, e seu marido possui o poder executivo sobre tais assuntos. Outras mulheres de diferentes grupos étnicos não herdam nada. Em 1993, o governo do Laos estabeleceu um programa de agrimensura e titulação que foi nominalmente mais benéfico para os proprietários de terras do sexo feminino. A legislação nacional que declara homens e mulheres como "igualmente em direito a possuir propriedades", também foi promulgada em 1993, incluindo o Direito de Família, proclamando que "qualquer imóvel adquirido durante o casamento é considerado como propriedade conjunta", e que a "terra de propriedade de uma mulher antes de sua casamento continua sendo sua propriedade individual, como é qualquer terra que ela herda de seus pais".
Muitas mulheres rurais realizam uma variedade de papéis semi-formais em suas comunidades, incluindo artesanato, comércio, saúde pública e educação, além de seus papéis tradicionais como donas de casa e cuidadoras das crianças. Nas cidades e no nível do governo, mulheres estão subrepresentadas, particularmente em posições de alto nível. Em termos de salários, as mulheres normalmente recebem salários mais baixos do que os homens.
Na sociedade laociana, as mulheres que se divorciam de seus maridos são tradicionalmente estigmatizadas, muitas vezes encontrando dificuldades para encontrar um outro cônjuge.

## Educação e religião

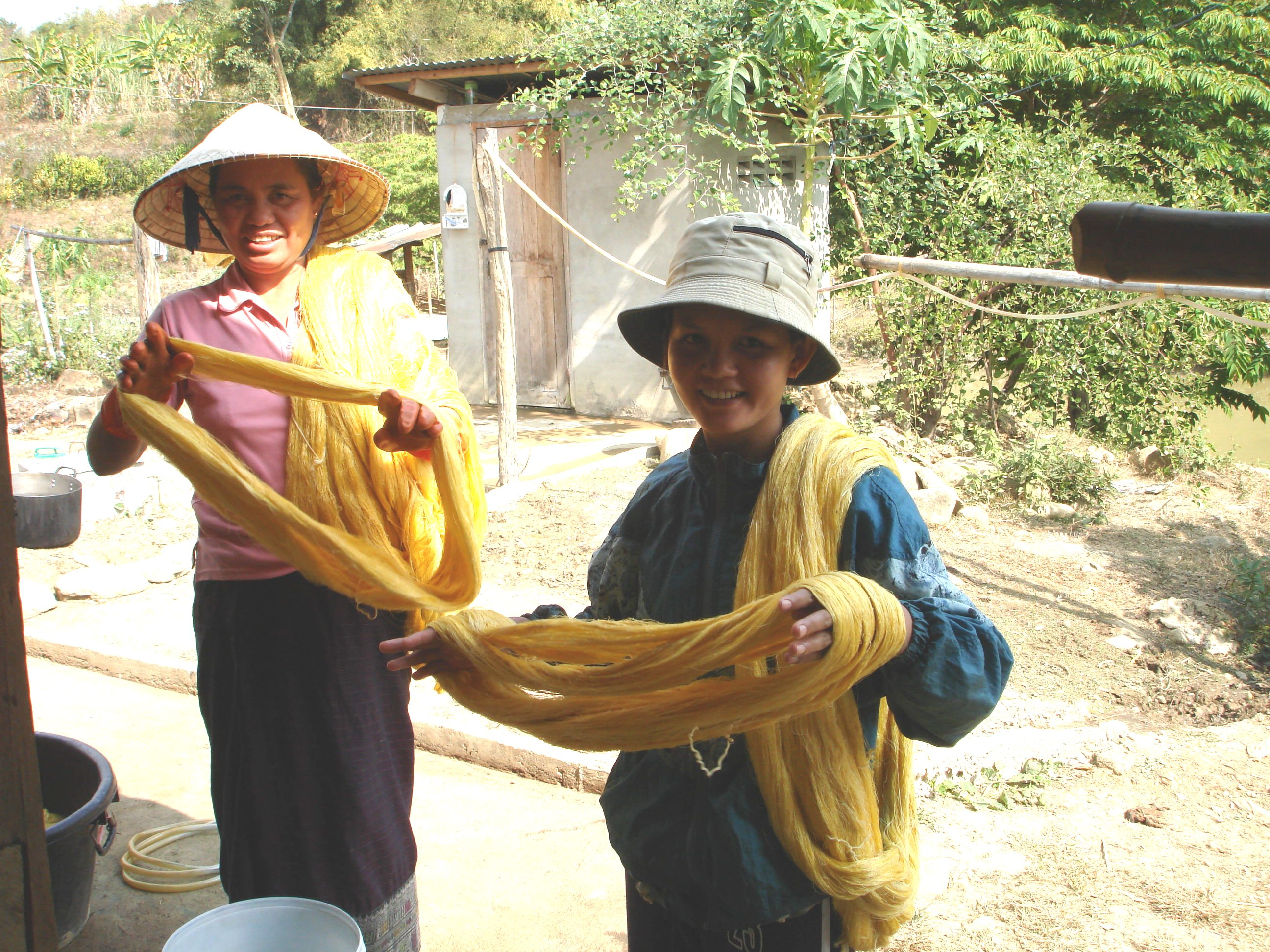
Duas mulheres do Laos e os seus produtos de seda.

Em conexão com o Budismo e as crenças tradicionais, muitas mulheres laocianas são ensinadas que elas só podem atingir o nirvana depois de terem renascido como homens.
Meninas são minorias nas escolas, apesar de demograficamente estarem em número absoluto maior que os meninos. Após a Segunda Guerra Mundial, muitas mulheres, como as tecelãs de seda da população Bai Hai, tornaram-se cada vez mais envolvidas em trabalho manual não qualificado. Apesar de serem menos alfabetizadas e educadas do que os homens (em média, 63% das mulheres do Laos podem ler e escrever, em comparação com 83% dos homens), as mulheres se tornaram cada vez mais assalariadas, inclusive nas áreas rurais.
Nas últimas décadas, as mulheres tem se beneficiado de programas de microfinanciamento oferecidos por organizações como a Developers Association Economy Social (SEDA). Nesses programas, as mulheres recebem treinamento em empresas que estabelecem, gestão de negócios, aquisição de materiais, produção em massa, a negociação de preços dos produtos, gestão financeira, estratégias de marketing, habilidades de escrita, planejamento de negócios e tomada de decisões. Esta iniciativa destina-se a ajudar as mulheres a se tornarem capacitadas e obterem estabilidade financeira.
Outra organização envolvida na educação das mulheres é o Centro de Desenvolvimento de Mulheres com Deficiência do Laos, uma instituição que treina mulheres laocianas com deficiência. O Centro de Desenvolvimento de Mulheres com Deficiência do Laos foi estabelecido por Chanhpheng Sivila, e funciona principalmente como uma série de palestras e orientação educacional e política. Outro grupo semelhante sobre os direitos, a capacitação e a saúde das mulheres do Laos é o Comitê para o Avanço das Mulheres da província de Sayaboury.

## Política
As mulheres do Laos obtiveram o direito de votar e serem votadas em 1958. Elas permanecem subrepresentadas no governo, tanto a nível local e nacional.
Nas últimas décadas, as mulheres fizeram notáveis avanços na política. Em 1997, Onechanh Thammavong tornou-se vice-presidente da Assembleia Nacional do Laos, a primeira mulher a ocupar o posto. Em março de 2011, a Assembleia Nacional ofereceu um seminário em comemoração ao 47º aniversário do sufrágio universal, antes da 7ª eleições gerais do Laos em abril de 2011, a fim de discutir os deveres significativos do corpo legislador nacional para as mulheres.

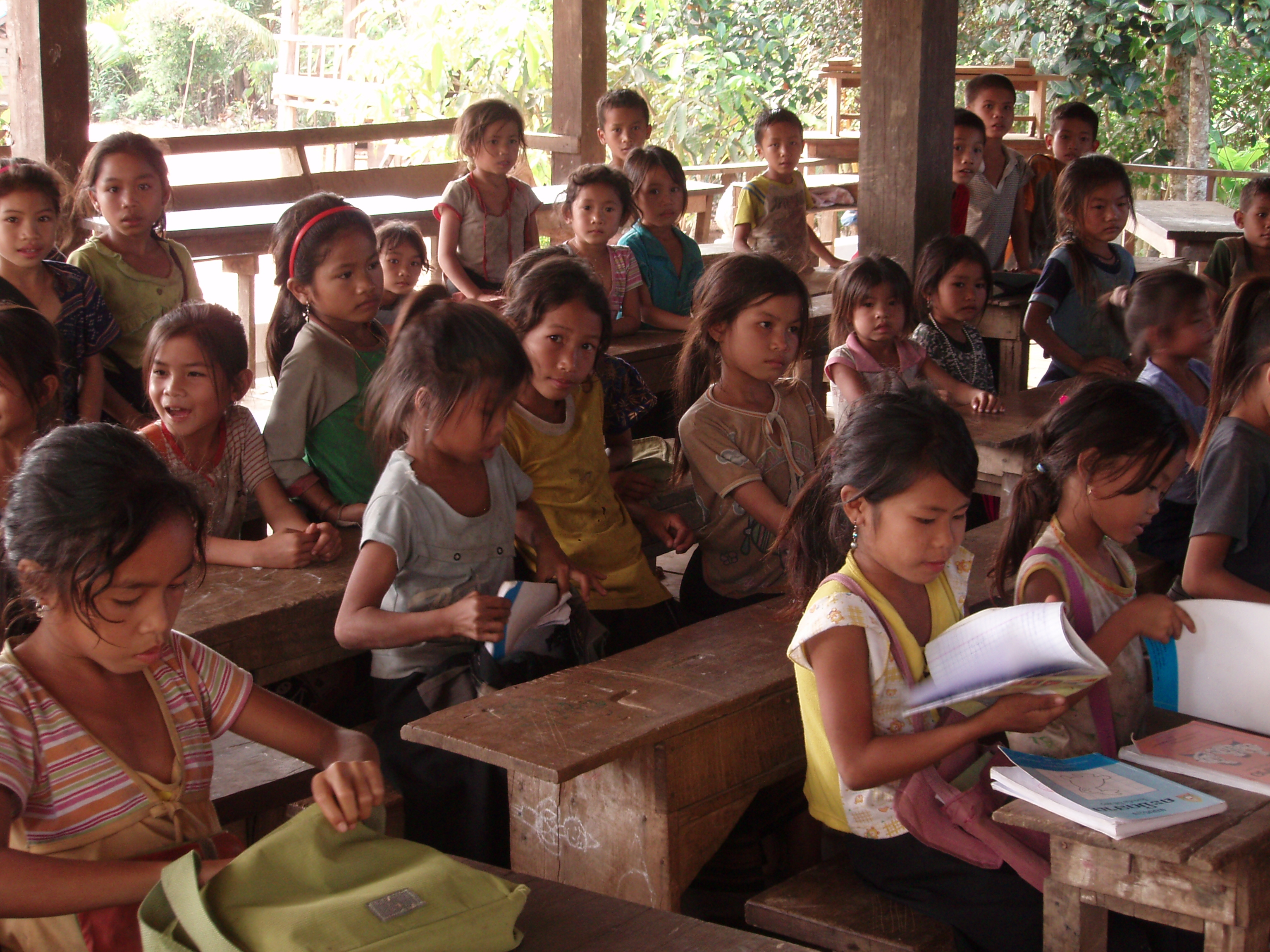
Meninas em uma escola pequena em uma área rural no norte do Laos
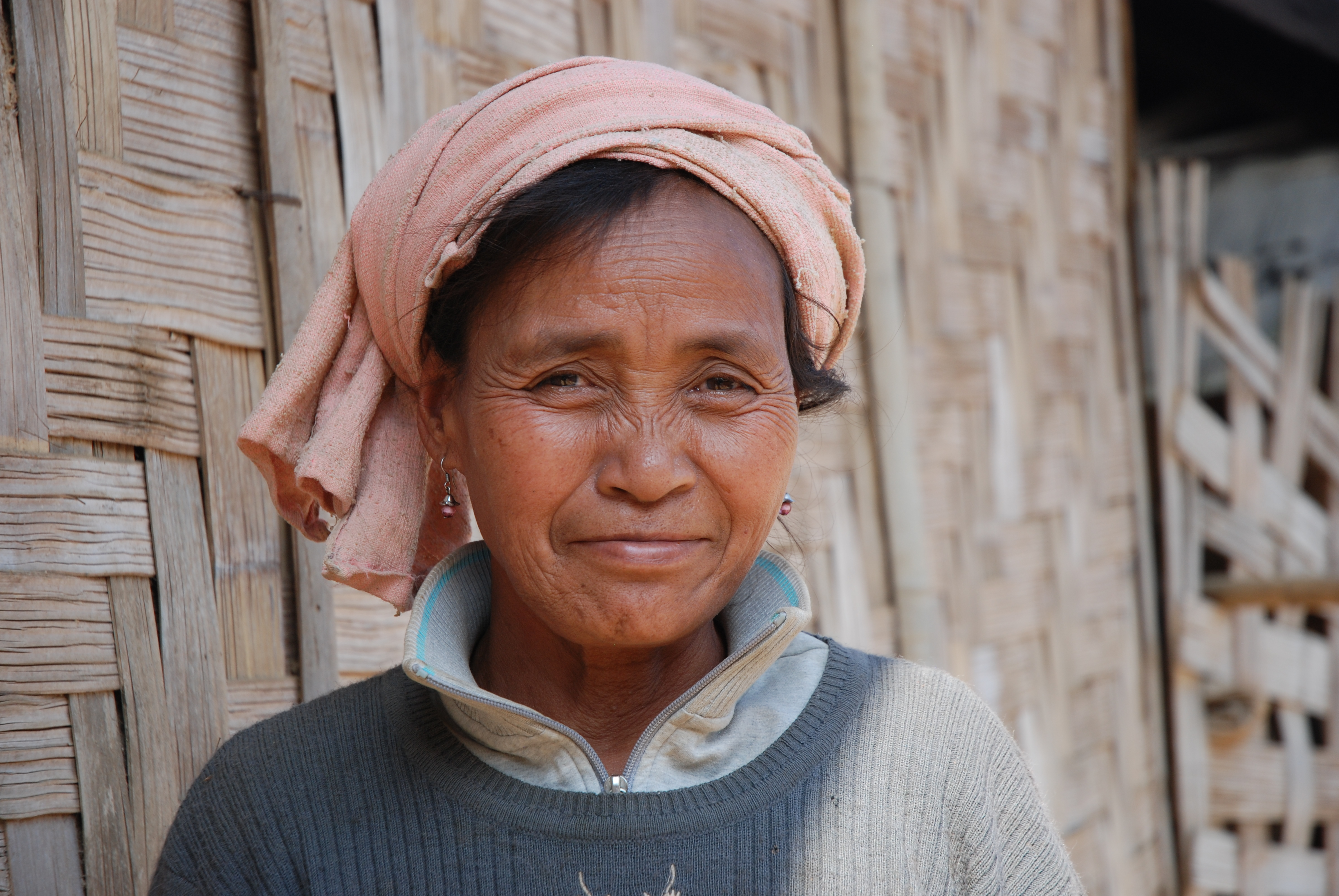
Mulher Khmu na aldeia de Ban Huay fay, região de Luang Prabang
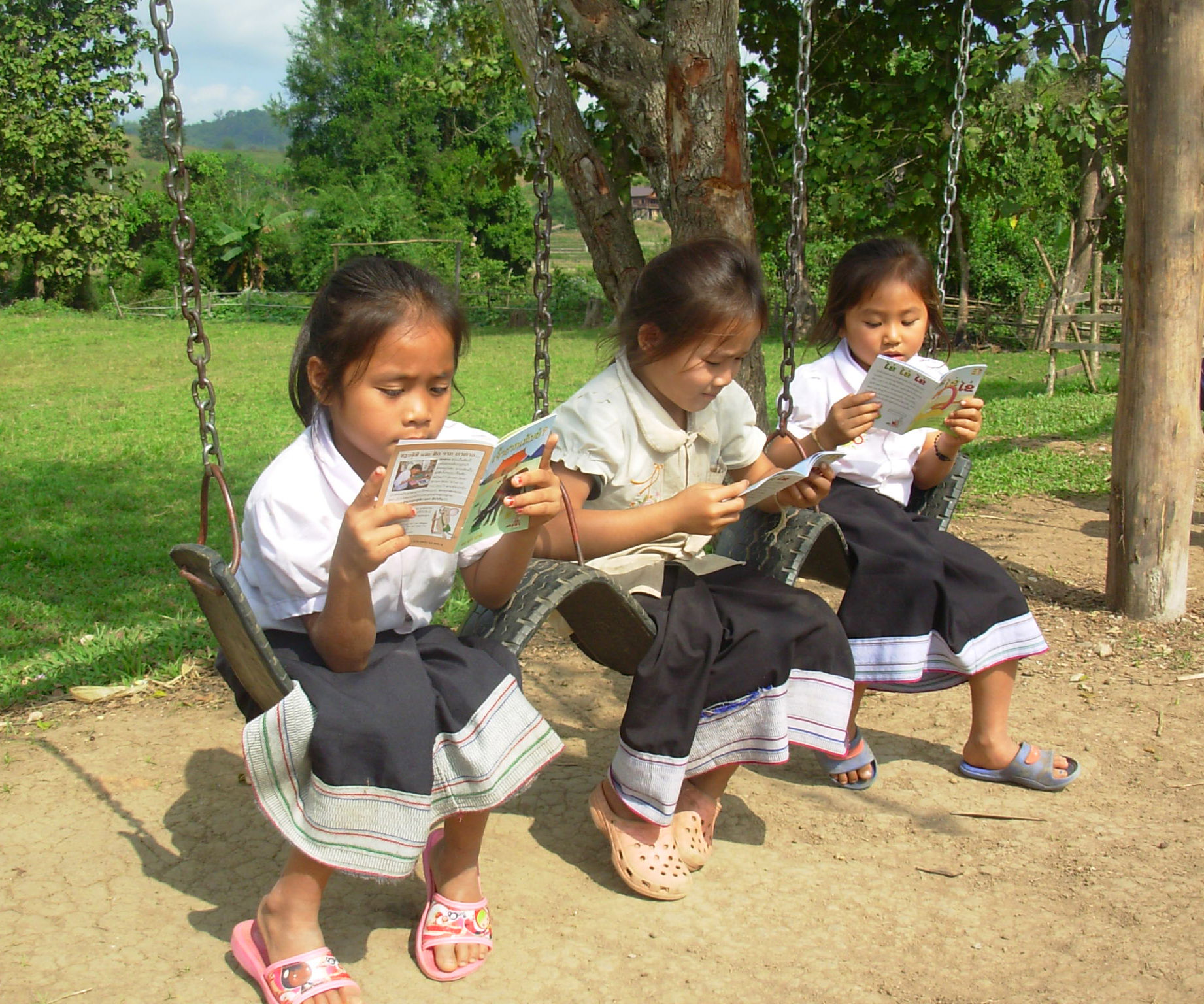
Meninas laocianas em leitura